# Palais de Mateus
Le palais de Mateus est un palais localisé dans la paroisse de Mateus, municipalité de Vila Real au Portugal.
Il a été conçu au XVIIIe siècle, par l'architecte Nicolau Nasoni.

## Le Solar
Le palais est construit suivant un plan rectangulaire ouvert à l’ouest, barré d’un bâtiment qui délimite une cour d’honneur et derrière une cour carrée privée.

Entre le portail et la cour d’honneur, une pièce d’eau, bordée d’arbres fait office de miroir.
La cour d'honneur ouverte en U est fermée par un mur à balustrade.
Entre les ailes, la cour est fermée par un bâtiment transversal orné d’un fronton armorié, entouré par deux gardes statufiés dans le style baroque. De nombreux pinacles et motifs ornementaux complètent la décoration.
On accède à l’étage noble par un  escalier monumental à double volée conduisant à une petite terrasse sur laquelle s’ouvre la porte principale, flanquée de deux portes fenêtres.
Sous l'escalier une petite porte conduit à la cour commune.

Les rez-de-chaussée sont occupés des pièces à vocation agricoles, caves, celliers… qui sont pour la plupart accessibles par l’extérieur. Dans la cuisine la une grande cheminée repose sur des piliers en granit. De la cour commune on peut accéder aux écuries dont les stalles sont en bois ouvragé.

Les pièces d’habitation occupent le premier étage.
La porte principale s’ouvre sur un grand salon de réception dont le plafond en forme de coupole octogonale, à caissons, en bois décorée de motifs floraux, repose sur des colonnes surmontées de chapiteaux ornés d'anges baroques. D'un côté le salon s'ouvre sur grand bureau, une bibliothèque, un cabinet de curiosités; de l’autre, sur les pièces de reception. Elles sont éclairées par des fenêtres qui s’ouvrent, à l’opposé, sur la cour et le jardin. La circulation s’y fait par de larges ouvertures centrales ce qui a pour effet de dégager de belles perspectives. Les plafonds sont en bois, plus ou moins travaillés. (Les pièces d’habitation toujours occupées ne se visitent pas).

## La Chapelle
- La chapelle [2], de plan longitudinal, aligne un narthex, une courte nef et chœur bien distincts. Un façade décorée ferme le narthex . Au-dessus du chœur, une lanterne à tambour octogonal, est percée de quatre baies en plein-cintre. Des colonnes supportent un faux dôme au-dessus duquel s’élève une flèche.
- La sacristie déportée dans la cour, possède un retable en bois doré, un plafond à caissons, en bois peint et une décoration évoquant la vie de divers saints.
- Au niveau du chœur une porte latérale donne accès aux jardins et à l’arrière du château.

## Les Jardins
Le palais est entouré de jardins à la française étagés en terrasses.
- On accède à la plus basse par un tunnel de cyprès[5].
- Une allée taillé les sépare des jardins potagers et des vergers, eux aussi bien ordonnancés.
- Elle conduit, sur le côté de la pièce d'eau, à un petit jardin à l'anglaise, prolongé par un petit promontoire permettant de profiter de la fraîcheur (et des moustiques...)

## La Quinta
Le long du mur d'enceinte, se trouvent les bâtiments de la quinta qui exploite le domaine au bénéfice de la Fondation du Palais de Mateus.

## La Fondation
Le palais est le siège d’une fondation très active qui multiplie séminaires, concerts, réunions, tant officiels que privés.

## Galerie de photos

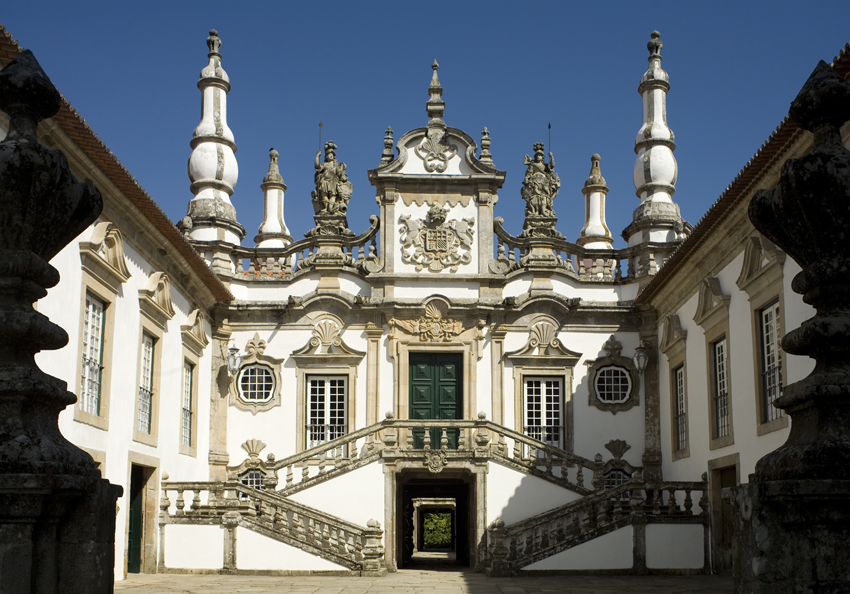
Cour d'honneur.
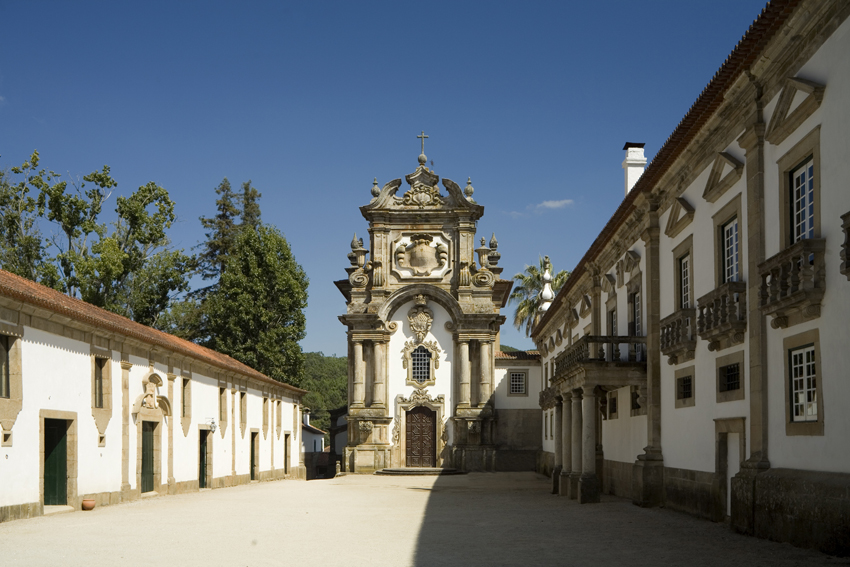
Chapelle.
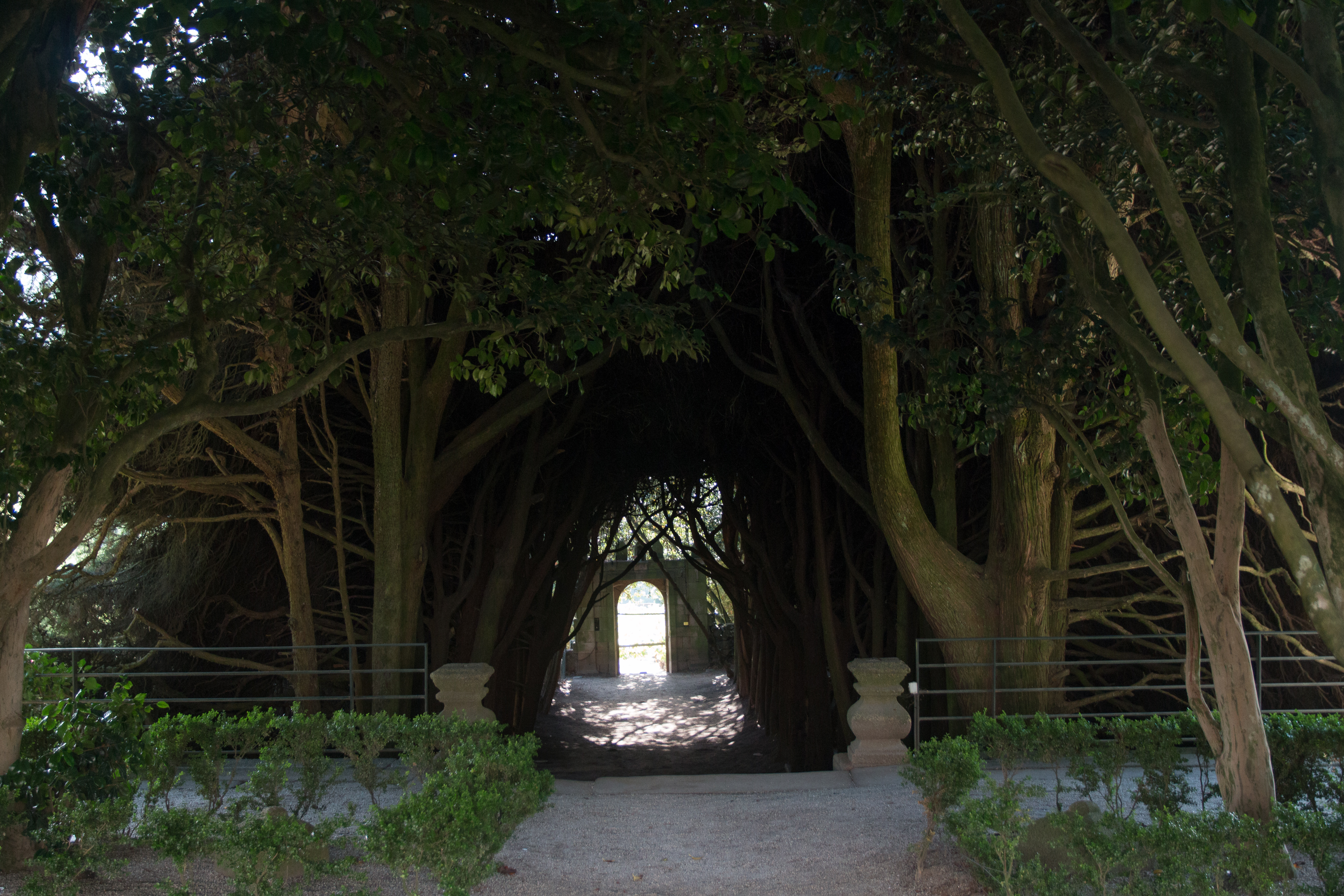
Tunnel de Cyprès.
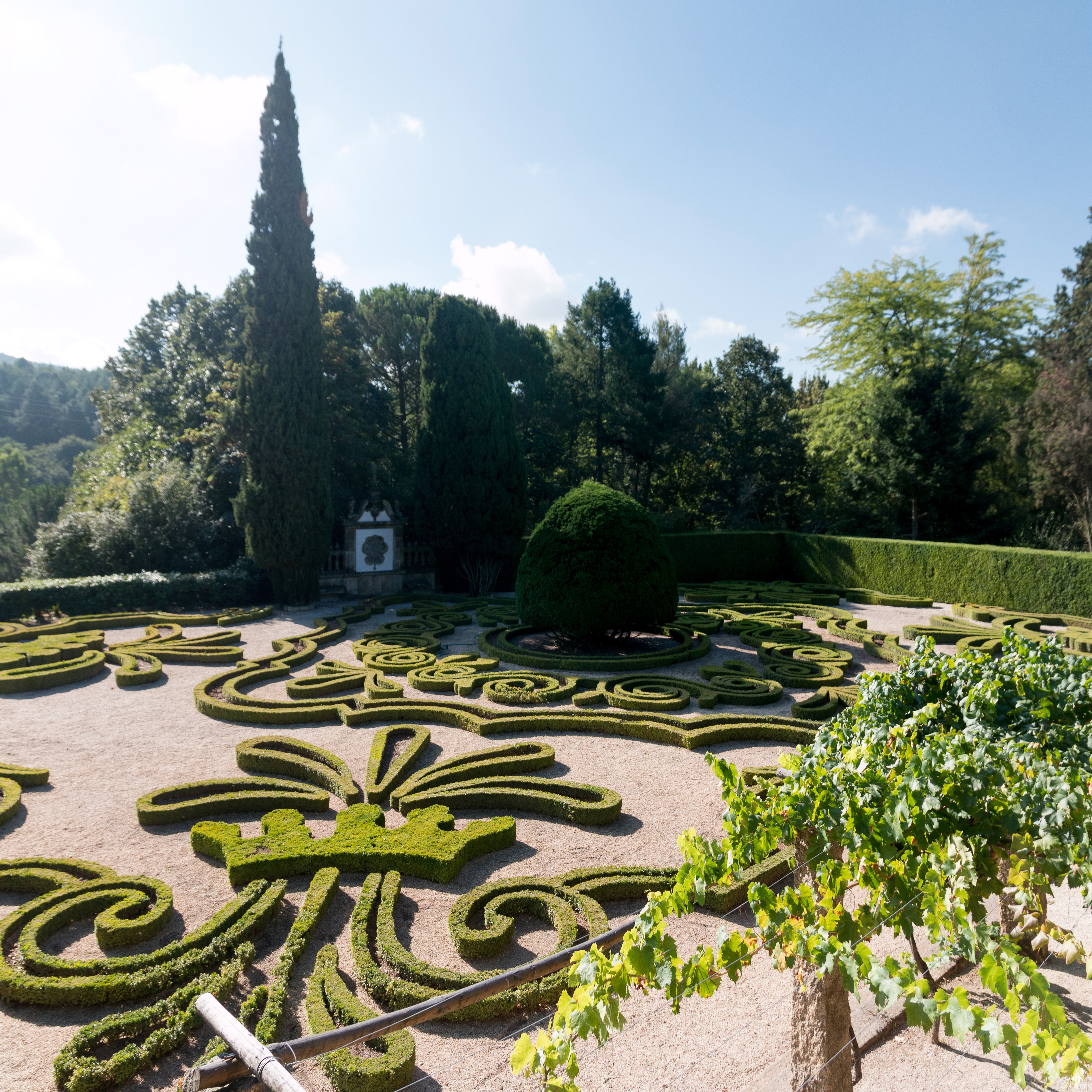
Jardin à la française
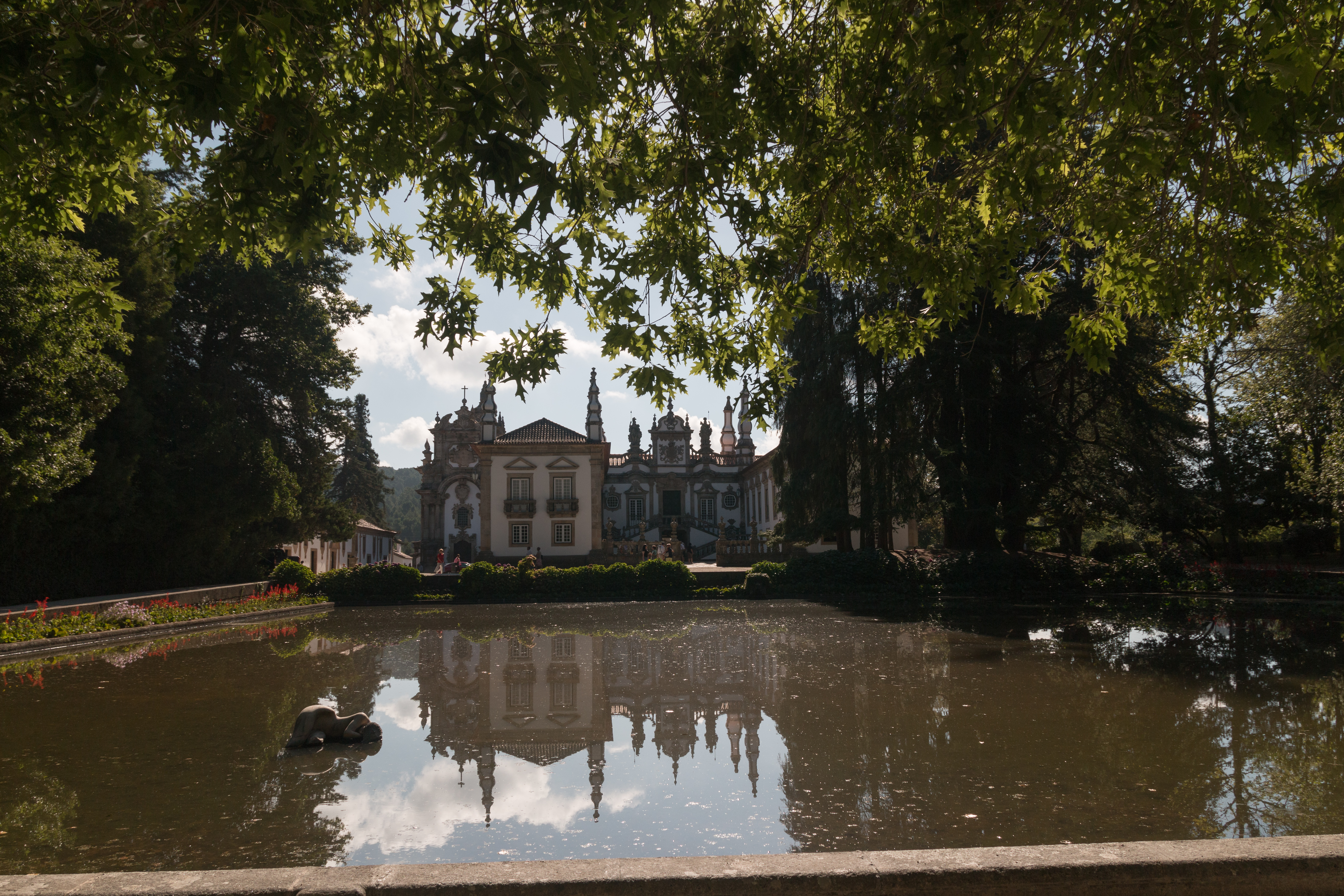
Miroir du Solar.